# Bubba the Love Sponge
Bubba the Love Sponge, pseudonimo di Todd Alan Clem (Warsaw, Indiana, 23 aprile 1966), è un conduttore radiofonico statunitense noto soprattutto per lo show radiofonico The Bubba the Love Sponge Show in onda sulla stazione radio WWBA di Tampa, Florida, e per la sua associazione con il celebre wrestler Hulk Hogan.
Ha raggiunto la notorietà negli anni duemila come conduttore provocatorio e sopra le righe grazie al suo stile molto esplicito e talvolta polemico.

## Carriera

### Altre attività

#### Total Nonstop Action Wrestling
Il 3 gennaio 2010 Bubba annunciò sul suo account Twitter di avere firmato un contratto con la Total Nonstop Action Wrestling (TNA) come intervistatore nel backstage. Debuttò il giorno seguente a TNA Impact!, partecipando a quattro brevi segmenti dietro le quinte.
Il 16 gennaio 2010 scrisse un tweet circa il terremoto di Haiti del 2010, dicendo che era stanco di sentire parlare degli sforzi di soccorso per la popolazione di Haiti, scrivendo, "Fuck Haiti", e definendo le conseguenti morti di haitiani una "purificazione". In seguito si scusò, ma la dirigenza della TNA lo ha comunque temporaneamente sospeso.
Il 19 gennaio 2010, Clem affermò di essere stato colto di sorpresa e aggredito fisicamente da Awesome Kong mentre era nel backstage per la registrazione di TNA Impact! il giorno precedente. Il motivo dell'aggressione sarebbero stati i suoi tweet su Haiti. Il 25 febbraio fu riportata la notizia che Awesome Kong aveva sporto denuncia nei confronti di Clem per una presunta telefonata minacciosa. I due si confrontarono al The Cowhead Show.
Alla fine di marzo Clem tornò sulla televisione TNA come intervistatore personale della stable The Band, per poi essere licenziato dalla compagnia il 30 aprile 2010, a seguito dell'incidente del Cowhead Show.

## Problemi giudiziari

### Cause legali
Nel febbraio 2002, fu accusato di crudeltà sugli animali in seguito alla trasmissione del 27 febbraio 2001, che includeva il segmento "Bubba's Road Kill Barbecue". Il programma prevedeva la castrazione e l'uccisione in diretta di un maiale selvatico catturato da un cacciatore nel parcheggio della stazione radiofonica, e gli effetti sonori dei maiali che si nutrivano furono trasmessi per far credere agli ascoltatori che l'animale fosse stato molestato. Il maiale fu cucinato e mangiato dal pubblico presente. Clem, il suo produttore esecutivo Brent Hatley e altri due presenti furono accusati di crudeltà verso gli animali. Una giuria li assolse a marzo.
Nell'ottobre 2006 venne citato in giudizio dall'attrice pornografica Hope Miller, conosciuta con il nome d'arte "Brooke Skye". La donna affermò che mentre si esibiva in un programma radiofonico insieme alla collega Melissa Harrington, la Harrington la penetrò con un giocattolo sessuale di grandi dimensioni contro la sua volontà su istigazione di Clem. Nel 2007 un giudice respinse la richiesta degli avvocati di Clem di archiviare la causa, indicando che c'erano prove sufficienti che le accuse di Miller fossero legittime. Il caso fu infine archiviato volontariamente con pregiudizio.
Sempre nel 2007 Clem fu citato in giudizio per diffamazione dal disc jockey concorrente Todd Schnitt per alcune dichiarazioni rilasciate in diretta sulla famiglia di Schnitt. Un tribunale si pronunciò a favore di Clem e Schnitt promise di presentare ricorso. Nel marzo 2013, dopo 13 ore di trattative, Clem raggiunse un accordo con Schnitt.
Nell'ottobre 2015, la società Nielsen Media Research fece causa a Clem per 1 milione di dollari con l'accusa di aver manomesso il sistema di ascolti, offrendosi di pagare diversi membri del panel Nielsen per manipolare gli ascolti, sostenendo di aver ascoltato il suo programma più di quanto effettivamente facessero. Clem ha ammesso di aver pagato una persona per manipolare gli ascolti, ma Nielsen ha affermato che ne aveva influenzati diversi. L'avvocato di Clem presentò una mozione chiedendo l'archiviazione della causa, ma questa venne respinta da un giudice. 
Dopo anni di rinvii processuali, Clem e la Nielsen hanno raggiunto un accordo extragiudiziale il 6 luglio 2018.

### Sex tape di Hulk Hogan
All'inizio del 2012, fu riportata la notizia che Clem aveva filmato segretamente sua moglie Heather Clem e Hulk Hogan mentre avevano un rapporto sessuale consensuale nella sua camera da letto. Il 4 ottobre 2012, Gawker Media diffuse pubblicamente un breve estratto del filmato. Nella clip, si sente Clem dire che la coppia può "fare quello che vuole" e che lui sarà nel suo ufficio. Alla fine del video, si sente Clem dire a Heather: «Se mai dovessimo andare in pensione, ecco il nostro biglietto». Il 15 ottobre 2012 Hogan fece causa ai coniugi Clem con l'accusa di violazione della sua privacy. Clem risolse la causa il 29 ottobre 2012. Dopo l'accordo, si scusò pubblicamente con Hogan. Hogan citò in giudizio la Gawker Media per avere diffuso il video, e nel marzo 2016 una giuria di sei persone assegnò a Hogan più di 140 milioni di dollari di risarcimento. La Gawker annunciò che avrebbe presentato ricorso perché era "delusa" dal fatto che la giuria non fosse stata in grado di ascoltare la testimonianza di Clem, ma alla fine raggiunse un accordo privato con Hogan per 31 milioni di dollari nel novembre 2016.

## Vita privata
Nell'ottobre 1998, Clem cambiò legalmente il suo nome in "Bubba the Love Sponge Clem". Quello stesso anno, perse 67 kg circa, scendendo da 221 a 154 kg. Clem non fuma, non beve alcolici e non prende droghe.
È stato sposato due volte; il primo matrimonio durò soltanto 91 giorni. A tale proposito egli affermò che "le cose si complicarono" quando volle sfondare in radio e fu costretto a spostarsi in diverse città, mentre sua moglie preferì restare a Terre Haute. Nel gennaio 2007 sposò la modella Heather Cole. Hulk Hogan era il testimone di nozze, e Howard Stern, e molti del suo staff, presenziarono alla cerimonia. La coppia si separò nel marzo 2011, e Clem chiese il divorzio a settembre. Da una precedente relazione ebbe un figlio, di cui Hogan fu il padrino.
Nel 2012 Clem cominciò una relazione durata quattro anni con Nicole L'Ange. Nel febbraio 2017, la donna chiese un ordine di restrizione nei suoi confronti, sostenendo che l'uomo l'aveva abusata "emotivamente e fisicamente". Clem negò le accuse e il caso fu risolto in via extragiudiziale a marzo.
Nel giugno 2017 mise in vendita la sua casa di St. Petersburg, Florida.